# 小樽看護専門学校
小樽看護専門学校（おたるかんごせんもんがっこう）とは、北海道小樽市にある専修学校。

## 概要
学校法人共育の森学園により運営され、廃止された小樽短期大学と同系列となっていた。学校法人共育の森学園は採算悪化を理由に2023年3月末の閉校を決めていたが、小樽市が財政支援を決定。
その後、留萌市の医療法人社団「心優会」が2022年度にも運営を引き継ぐこととなった。2021年3月、小樽市はウイングベイ小樽を移転候補としていること明らかにし、医療法人社団「心優会」とウイングベイ小樽を運営する小樽ベイシティ開発（OBC）も前向きと報じられた。しかし、ウイングベイ小樽での開設は困難となり交渉は打ち切りとなった。
2023年11月には、医療法人社団「心優会」では運営する野口病院を移転新築して看護学校を併設する方針を明らかにした。開校は2026年4月を予定していたが、建物完成が2029年4月以降となるため建物完成まで他の既存施設を活用する方針であった。
しかし心優会の負担額が高騰することから、翌2024年3月に、看護学校の新設の断念が発表された。本校の閉校後は、小樽市内の看護師養成機関は小樽市立高等看護学院のみとなることから、小樽市内の医療体制維持などへの影響が懸念されている状態である（2024年3月時点）。

## 所在地
- 北海道小樽市入船4-9-1

## 沿革
- 1965年　小樽看護専門学校開学。

## 学科
- 看護学科

## 取得できる資格・免許状
- 専門士称号
- 看護師国家試験受験資格